# Vênus de Mal'ta
A Vênus de Mal'ta é uma estatueta de Vênus do Paleolítico Superior que representa uma mulher (i.e., uma estatueta de vênus). Foi descoberta na estação arqueológica de Mal'ta, nas beiras do rio Belaya, afluente do Angara, cerca de 100 km de distância do lago Baikal, na Sibéria, Rússia.

## História arqueológica
O sítio foi descoberto em 1928, sendo escavado por vários arqueólogos em várias campanhas. Descobriram-se três tipos de habitáculos: a) cabanas circulares; b) casas retangulares, semi-subterrâneas, de 3 x 4 m, semelhantes às de Gagarino e Kostienki, nas beiras do rio Don; e, finalmente, c) duas grandes "edificações" de 6 x 14 m. Os artefatos aparecidos são de pedra, marfim e osso.

### Datação
As datas de Mal'ta obtidas pelo método do Carbono-14 são relativamente tardias: 12800 a.C, o que converte a estação em coetânea do Magdaleniano europeu. O material lítico ou não, grosso modo é paralelo do europeu magdaleniano.

## Contexto arqueológico das Vênus
Em Mal'ta recolheram-se até 29 figurinhas de Vênus, que apareceram nas moradias retangulares e nas cabanas. Recolheram-se também outras figuras, nomeadamente de aves, e material diverso (facas, raspadores, agulhas, colares, furadores, etc). Em ambos os casos o material aparecia diferenciado pelo lugar e por agrupamento, de jeito que para os pré-historiadores formavam depósitos masculinos (associação de facas, armas de caça, figuras de aves) e mobiliário feminino (colares, agulhas, furadores, raspadores).

## Descrição geral das vênus de Mal'ta
Estas estatuetas femininas formam uma série, na qual a maior alcança 136 mm e a menor 31 mm de altura. Com referência às Vênus pré-históricas européias o seu risco mais notório é a ausência de exageração dos membros associados à maternidade: peitos e cadeiras a penas estão mais que assinalados, mas as cadeiras apresentam-se em bastantes casos, alçadas; o ventre soe ser plano e sem indicar o umbigo. Porém sempre se indica o triângulo púbico. Os braços, em geral, só estão sugestionados. As pernas estão esboçadas e acabam de forma apontada. Em várias das figuras insinua-se algum tipo de vestimenta por meios decorativos.
A que figura como ilustração, é exposta em São Petersburgo no Museu do Hermitage.

## interpretação
A freqüente insinuação de vestimenta nas estatuetas de Mal'ta e, sobretudo, as características de duas delas, levou V.I. Gromov a crer que estavam cobertas com couros de animais, na qual uma está muito marcado o rabo dum felino, que o autor citado cuida um leão das cavernas. Para Gromov representariam feiticeiras participantes em ritos da fecundidade, ou mesmo prefigurações temporãs da Deusa Mãe que logo se afirma culturalmente no Neolítico.